# 恩克巴雅尔 (伊克昭盟盟长)
恩克巴雅尔（？—1858年），蒙古族，伊克昭盟鄂尔多斯右翼前末旗人，後任伊克昭盟盟长兼鄂尔多斯济农。

## 生平
1838年，恩克巴雅尔继袭右翼前末旗札萨克一等台吉。1851年，恩克巴雅尔出任伊克昭盟盟长兼鄂尔多斯济农。1858年，恩克巴雅尔逝世。